# 雒僉
雒僉（？—1405年），直隸北平府涿州人，明朝政治人物。
洪武年間任僉都御史，靖難之變時任保定府知府，叛附燕王朱棣，朱棣登基後升任刑部尚書，永樂元年（1403年）改任北京行部尚書，永樂三年（1405年）因進諫忤怒朱棣，左都御史陳瑛彈劾其貪暴，被誅殺。